# Bouniagues
Bouniagues település Franciaországban, Dordogne megyében. Lakosainak száma 589 fő (2022. január 1.). Bouniagues Colombier, Ribagnac, Saint-Cernin-de-Labarde, Monsaguel, Saint-Perdoux, Conne-de-Labarde és Sadillac községekkel határos.

## Népesség
A település népességének változása:
| Lakosok száma | 349  | 447  | 466  | 487  | 562  | 579  | 587  | 609  | 609  | 589  |
|               | 1968 | 1982 | 1990 | 2006 | 2013 | 2015 | 2017 | 2019 | 2020 | 2022 |